# Josefa Carpena-Amat
Josefa Carpena-Amat, més coneguda com a Pepita Carpeña (Barcelona, 19 de desembre de 1919 - Marsella, 5 de juny de 2005) fou una feminista i anarcosindicalista catalana, exiliada pel franquisme.

## Biografia
Filla gran d'una família nombrosa de classe treballadora, va començar a treballar als 12 anys com a costurera i des dels 14 anys milità a la CNT i les Joventuts Llibertàries (JJLL). El 18 de juliol de 1936 va prendre part en la revolució i el 20 de juliol participà com a ajudant en l'assalt de la caserna de Drassanes. El 17 de novembre es va unir amb el company Pedro Pérez Mir, que va morir al front. Participà en els fets de maig de 1937 i a finals de 1937 es va unir al moviment anarcofeminista Mujeres Libres. Durant la guerra civil espanyola va treballar en una fàbrica de municions.
Designada per Mujeres Libres, com a secretària de propaganda del Comitè Regional de Catalunya, va fer conferències als pobles i al front, on conegué Emma Goldman. Malalta, va deixar Barcelona el 25 de gener de 1939 (vigília de l'entrada de les tropes franquistes a la ciutat) i marxà a França, on serà internada durant gairebé un any en un camp a Clarmont d'Erau, vora Montpeller. Es va casar amb un francès i després el deixà quan va arribar Marsella, on hi havia molts refugiats espanyols. Es convertí en companya de l'anarquista Juan Martinez Vita, dit Moreno, i continuà la seva militància després de l'Alliberament.
L'abril de 1945 fou delegada a Tolosa de Llenguadoc per al I Congrés de la FIJL a l'exili. Posteriorment va prendre part en el grup de teatre «Acratia» i milità a la CNT a l'exili. Des de 1979 col·laborà en el Centre Internacional de Recerca de l'Anarquisme (CIRA) de la qual fou coordinadora de branca de 1988 a 1999.
El 1992 va participà en la pel·lícula De toda la vida (1984), al costat d'altres militants anarquistes. En l'Exhibició Internacional de Barcelona de 1994 va participar en un debat sobre feminisme i postfeminisme. Ha col·laborat en les obres històriques col·lectives Mujeres Libres i Luchadoras Libertarias, que han estat traduïdes al francès. També ha col·laborat en el butlletí del CIRA i en altres publicacions llibertàries espanyoles i franceses.
Va morir a Marsella el 5 de juny de 2005 i el seu cos fou incinerat.

## Filmografia
- Lisa Berger, Carol Mazer, De toda la vida (Toutes nos vies), 55 minuts, 1986, amb la participació de Sara Berenguer, Pepita Carpeña, Dolores Prat, Federica Montseny, Suceso Portales, Mercedes Comaposada i Conxa Pérez,[4] veure online.
- La pel·lícula Libertarias, realitzada per Vicente Aranda el 1996, tracta de les dones que van militar en l'organització Mujeres Libres. Hi participaren les actrius Ana Belén, Victoria Abril i Ariadna Gil.